# 拉莫特 (上卢瓦尔省)
拉莫特（法語：Lamothe，法語發音：[lamɔt]）是法国上卢瓦尔省的一个市镇，位于该省西部偏北，属于布里尤德区。

## 地理
拉莫特（45°18'47"N, 3°25'28"E）面积12.24 平方千米，位于法国奥弗涅-罗讷-阿尔卑斯大区上盧瓦爾省，该省份为法国中南部省份，北起多姆山省和卢瓦尔省，西接康塔爾省，南至洛泽尔省，东临阿尔代什省。
与拉莫特接壤的市镇（或旧市镇、城区）包括：阿尼亚、阿泽拉、布里尤德、沙尼亚、科阿德、丰塔讷。

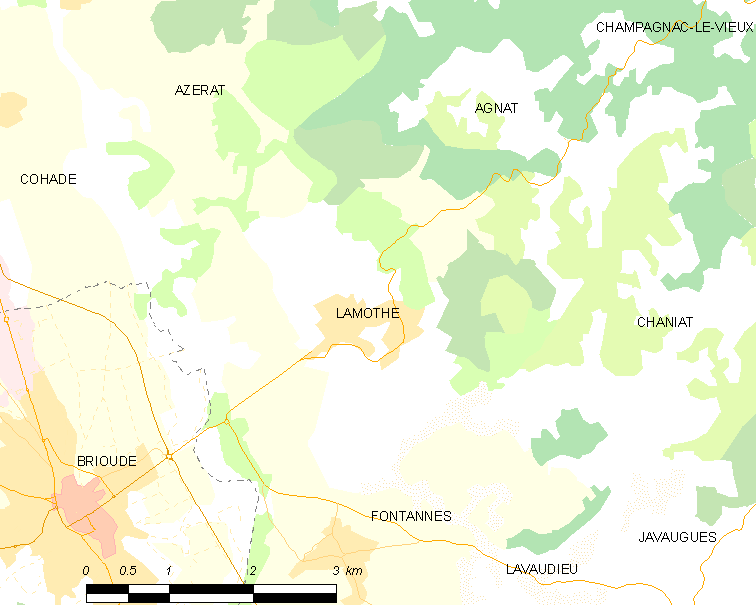
的OSM定位图

拉莫特的时区为UTC+01:00、UTC+02:00（夏令时）。

## 行政
拉莫特的邮政编码为43100，INSEE市镇编码为43110。

## 政治
拉莫特所属的省级选区为布里尤德县。

## 人口

1962-2008年间人口变化图示

拉莫特于2022年1月1日时的人口数量为828人。